# TecTime TV
TecTime TV (ehemals: Dr. Dish Television, von engl. dish: Schüssel) war ein deutschsprachiger Fernsehsender für Massenmedien, Kommunikationstechnologien, Hi-Fi, Computer, Internet und Digital Lifestyle. Die Sendungen von TecTime TV behandelten auch den Empfang digitaler Dienste über Satellit, Internet, Kabelfernsehen und andere Quellen. Der Sender versuchte einen Überblick über die bestehenden Möglichkeiten zu vermitteln und Hilfeleistungen zur Technik zu bieten.
Gründer und Chefredakteur ist Christian Mass-Protzen, der unter seinem Geburtsnamen Christian Mass agiert („Dr. Dish“). „DrDish“ ist eine eingetragene Wortmarke.
Am 2. Januar 2017 stellte der Sender einen Insolvenzantrag; der Sendebetrieb wurde am 6. Januar 2017 eingestellt. Seit dem 28. Juli 2017 werden neue Folgen des DrDish-Magazins produziert und über einen eigenen YouTube-Kanal verbreitet; zudem erfolgte eine Ausstrahlung über Amazon Fire TV und die eigene Homepage. Seit Herbst 2017 erscheint das Tectime-Magazin als digitale Ausgabe monatlich. Dr. Dish (Christian Mass) zeichnet als Chefredakteur. Die Zeitschrift gibt es als kostenpflichtiges Abonnement. Derzeit (Februar 2021) werden 36.000 Leser erreicht.

## Geschichte

Ehemaliges Logo bis zum 9. April 2010

Logo bis zur Umbenennung am 16. September 2013

Ab 1994 sendete DrDish TV einmal monatlich live drei Stunden lang, produziert von Hobbyisten für Hobbyisten. Als Studio diente anfangs ein Konferenzraum der Erdfunkstelle Usingen der Deutschen Telekom AG nahe der Sendestation im Nachbargebäude. Die Ausstrahlung erfolgte über den inzwischen abgeschalteten Satelliten Kopernikus 2 auf 28,5° Ost und danach über andere Satelliten. Das Team bestand zu dieser Zeit aus Mike Bauerfeind, Matthias Kronbach, Ay Renneberg und Christian Mass (Dr. Dish). Zugeschaltet wurden Petra Hüther, damals Chefredakteurin der Zeitschrift Tele-Satellite, David de Jong mit den Dutch Media News und John Locker mit seinen Space-News.
Die verwendete Technik bestand aus Kostengründen überwiegend aus Eigenbaukomponenten sowie geliehenen Geräten, und technische Probleme gehörten zum Sendealltag. Die Sendungen umfassten unter anderem Tipps zum Empfang von SCPC-Signalen und Meldungen zu Senderstarts und -einstellungen, die persönlich vorgelesen wurden, da Informationsquellen wie das Internet noch nicht weit verbreitet waren. Bereits damals wurden Geräte für den Satellitenempfang getestet und Zuschauerfragen live am Telefon beantwortet.
Die monatliche Sendung wurde bis 2006 – mit teils mehreren Jahren Unterbrechung zwischendurch – über verschiedene Satelliten ausgestrahlt. Im April 2006 entstand aus der monatlichen Live-Sendung der Fernsehsender DrDish Television. Gesendet wurde fortan fünf Stunden am Tag über das Satellitensystem Hot Bird von Eutelsat in deutscher und englischer Sprache. Damit wurde der Sender einem breiteren Fernsehpublikum in Europa zugänglich. Durch die Sendungen führten neben Christian Mass auch Kinga Szentesi, Sebastian Schuster und Christian Graf. 2007 begann DrDish Television mit der Ausstrahlung über ASTRA und konnte damit in allen deutschen Satellitenhaushalten empfangen werden.
Bis zum 8. April 2010 wurde von 10.00 Uhr bis 17.00 Uhr in deutscher Sprache gesendet; ab dem 9. April 2010 sendete DrDish TV im 24-Stunden-Vollbetrieb. Die eigenproduzierten Sendungen und Dokumentationen behandelten Satelliten-Astronomie und werbliche Produktinformationen zu Satellitenempfängern, die von fremdproduzierten Formaten ergänzt wurden, die mehrmals am Tag wiederholt wurden.
Am 16. September 2013 wurde der Sender von DrDish TV in TecTime TV umbenannt. Die Programmzuführung von TecTime TV zur Satellitenposition ASTRA 19.2° Ost erfolgte bis zum 22. Februar 2016 durch den Astra Platform Services-Teleport in Unterföhring bei München. Danach sendete man aus Kostengründen nur noch eine HbbTV-Verlinkung; kurz darauf wurde der Sendeplatz eingestellt, und der Sender wechselte in die Multithek. Ab August 2016 strahlte Media Broadcast das Signal von TecTime wieder über die Satellitenposition Astra 19,2° Ost aus. Die für HbbTV gedachten Streams blieben erhalten, da man die Reichweite ausbauen wollte; so wurde der Sender auch in einigen kleinen Kabelnetzen eingespeist.
Am 2. Januar 2017 stellte der Sender einen Insolvenzantrag, und am 6. Januar 2017 wurde der Sendebetrieb eingestellt.

## Empfang

### Via Satellit
TecTime TV sendete täglich über den Fernsehsatelliten Astra 1L, zuvor Astra 1 H (19,2° Ost). Eine Zeit lang sendete der Kanal auch parallel für Nordamerika über Intelsat 3R (43,1° West). Zuvor wurde DrDish Television über Hot Bird 8 (13,0° Ost) und DFS-Kopernikus ausgestrahlt.
|                  | Astra 1L Digital 19,2° Ost                    |
| Senderkennung    | TecTimeTV                                     |
| Start            | 28. Juli 2016 (eingestellt am 6. Januar 2017) |
| Sendezeit        | 0.00 – 24.00 Uhr                              |
| Transponder Nr.: | 109                                           |
| Downlinkfrequenz | 12,633 GHz                                    |
| Polarisation     | H (Horizontal)                                |
| Symbolrate       | 22 000 MSymb/s                                |
| FEC              | 5/6 (DVB-S2 QPSK)                             |
| Video-Type       | H.264                                         |
| Video-PID        | 3071                                          |
| Audio-PID        | 3072                                          |
| PCR-PID          | 3071                                          |
| Service-ID       | 5411                                          |
| Verschlüsselung  | keine (FTA)                                   |

1. ↑  Ein Empfang war nur über Receiver möglich, die DVB-S2 (MPEG-4) unterstützten.

### Kabelfernsehen und Internet-TV
Ab Januar 2008 wurde das Programm in einige deutsche Kabelnetze eingespeist.
Neben der HbbTV-Verbreitung via Astra-Infotafel wurde der Sender auch über IPTV verbreitet. Es standen zudem archivierte Sendungen über den Internet-Auftritt des Senders als Video-on-Demand-Angebot (VoD) sowie als App über Amazon Fire TV zur Verfügung. Ein Live-Betrieb findet nicht mehr statt und die Online-Verbreitung wurde (mit Ausnahme über Youtube) ebenfalls eingestellt.

## Deutsche Programmformate

### Eigene Formate
- App der Woche (mit Christian Mass)
- Check! (mit Rudi Loderbauer, Aylin Kockler)
- DrDish Magazin (mit Christian Mass, Kinga Szentesi, Rudi Loderbauer)
- Giga Blue Academy (mit Sylvia Bommes)
- Hands on (mit Jörg Bueroße)
- PIXEL (mit Sylvia Bommes, Rudi Loderbauer)
- Wissen (mit Sylvia Bommes, Christian Mass)
- IT-Wissen (mit Kinga Szentesi & Jörg Bueroße)
- Standpunkt (mit Jörg Bueroße)
- Kauf-Tipps (mit Sylvia Bommes, Alicia Sánchez)
- VU+ Workshop (mit Rudi Loderbauer, Christian Mass, Alicia Sánchez)
- SOUNDS (mit Christian Mass und Alicia Sánchez)
- LIGAWO's Problemlöser (mit Sylvia Bommes, Lars Thiele)

### Beendete Gastformate
- KWOBB-TV (Juli 2011 bis Juli 2012, Carsten Groll, Michael Schlieper, Sven Sedivy, läuft im Netz unter http://www.kwobb.net/ weiter)[2]
- medienhb.de Spezial (Oktober 2010 bis 2011, moderiert von Michaela Menda und Maximilian Lankheit)[3]
- CQ (seit Oktober 2010 bis 2011) Das kompetente Magazin für und von lizenzierten Radio-Amateuren.
- Seid Ihr elektrisch? (2011 bis Juli 2012)[4]
- Portalzine zum 31. Dezember 2013[5]
- Sternstunde[6] – Das Astronomiemagazin (Januar bis Dezember 2015 mit Paul Hombach und Daniel Fischer, produziert von mindandvision.tv)
- Computerclub 2 mit Wolfgang Back, Wolfgang Rudolph und Heinz Schmitz, produziert von NRW.TV[7].